# بوستان ارم

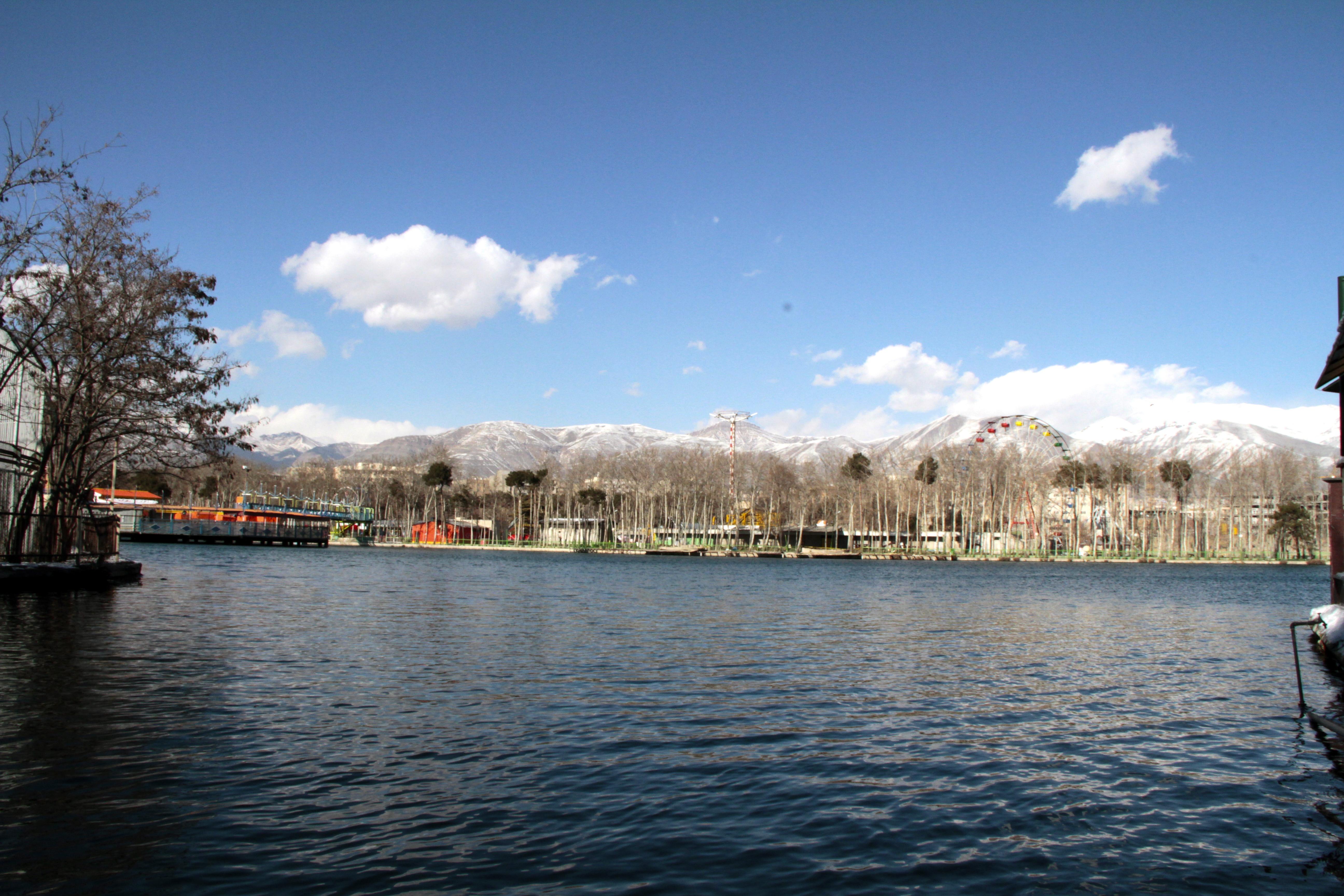
دریاچه پارک ارم

پارک ارم (دنیای خرم سابق) یکی از قدیمی‌ترین و بزرگ‌ترین پارک‌ها و شهربازی‌های ایران و خاورمیانه است که در کیلومتر ۴ آزادراه تهران - کرج جای گرفته‌است. این بوستان‌ با وسعتی بیش‌از ۷۲ هکتار بزرگ‌ترین بوستان‌ تفریحی ایران پس از بوستان‌ ملت و پارک کوهسنگی مشهد است.

## پیشینه

ساختمان متروکه کاباره جزیره در پارک ارم

این مجموعه در اوایل دهه ۱۳۵۰ خورشیدی به‌وسیله رحیم علی خرم تأسیس شد و دنیای خرم نامیده می‌شد، پس از انقلاب اسلامی ایران در سال ۱۳۵۷ این پارک مصادره و به تملک بنیاد مستضعفان انقلاب اسلامی درآمد.

## امکانات
این پارک دارای یک دریاچه هشت هکتاری و سه شهربازی به‌نام‌های لونا پارک ۱ و ۲ و ۳ با ۷۰ گونه وسایل بازی و باغ‌وحش می‌باشد.
در باغ‌وحش پارک ارم بیش از ۸۰۰ جاندار از ۱۱۱ گونه مختلف در قفس‌های کوچک و بزرگ زندگی می‌کنند. از گونه‌های مختلف پستان‌داران، خزندگان، آبزیان و پرندگان. حدود ۶۰ درصد این حیوانات بومی ایران و باقی آن‌ها از نقاط دیگر دنیا به‌خصوص آفریقا به ایران آورده‌شده‌اند.
امکانات پارک ارم به‌ شرح‌ زیر است:
1. سه شهر‌بازی با بیش‌از ۷۴ دستگاه تفریحی
2. بزرگ‌ترین باغ وحش پایتخت با بیش‌از ۱۱۰ گونه جانوری
3. دریاچه زیبا و منحصر‌به‌فرد قایق‌رانی و ماهی‌گیری با بیش‌از ۹ هکتار مساحت
4. تالارهای پذیرایی کشتی
5. استخرهای شنای تابستانی ویژه بانوان
6. فضاهای سبز و جنگلی
7. سالن سرپوشیده بازی (قلعه سحر‌آمیز با ۱۱۰ بازی)
8. توقف‌گاه‌های وسیع جهت پارک خودرو و موتورسیکلت
9. عرضه انواع مواد غذایی و هم‌چنین ارائه خدمات مورد‌نیاز شهروندان در سطح مجتمع

این مجتمع با داشتن قابلیت‌های بالای تفریحی و آموزشی خود سالانه میزبان تعداد کثیری از خانواده‌های ایرانی و اردوهای دانش‌آموزی می‌باشد.
مجتمع ارم با تعدد و تنوع در انواع خدمات تفریحی، آموزشی و فرهنگی خود از امتیاز خاصی نزد ایرانیان برخوردار است.
دستگاه‌های بازی پارک ارم به شرح زیر است:
| دستگاه بزرگ‌سال           | مناسب همه سنین |
| ------------------------ | -------------- |
| غول‌تاب                   | سرسره آبشار    |
| اسکیت هوایی              | رالی بنزینی    |
| تاب پرنده                | -              |
| ترن هوایی بزرگ‌سال        | -              |
| کریزی موس                | -              |
| سالتو ۴‌نفره              | -              |
| صندلی پرنده              | -              |
| جمع دستگاه‌های لوناپارک ۳ | ۹ دستگاه       |

| دستگاه بزرگ‌سال           | دستگاه کودک     | مناسب همه سنین                        |
| ------------------------ | --------------- | ------------------------------------- |
| سقوط آزاد ۸۵‌متری         | موتور کوبنده    | چرخ و فلک ۶۵ متری                     |
| بوستر                    | ترن کودکان      | تله سیژ                               |
| دیسکو کاستر              | ماشین پرنده     | منوریل                                |
| کشتی                     | آکروجت          | ماشین برقی بزرگ‌سال (از ۷ سال به بالا) |
| زیپ لاین                 | استخر توپ       | -                                     |
| فلیپر                    | قطار شادی       | -                                     |
| سورتمه                   | اسب گردان       | -                                     |
| سفینه                    | ماشین‌ برقی کودک | -                                     |
| تاپ اسپین                | کشتی کودک       | -                                     |
| جایر سوئینگ              | -               | -                                     |
| کاترپیلار                | -               | -                                     |
| جمع دستگاه‌های لوناپارک ۲ | ۲۵ دستگاه       | ۲۵ دستگاه                             |

| دستگاه بزرگ‌سال           | دستگاه کودک | مناسب همه سنین                |
| ------------------------ | ----------- | ----------------------------- |
| ستاره گردان ۳۰ متری      | استخر توپ   | آستروجت                       |
| تاپ اسپین                | تاور گردان  | سرسره آبشار                   |
| فریزبی بزرگ‌سال           | مینی‌جت      | ماشین برقی (از ۷ سال به بالا) |
| سورتمه                   | جت اسکی     | تاب زنجیری                    |
| کشتی                     | قوی گردان   | سینما ۴‌بعدی                   |
| سفینه                    | تشک بادی    | -                             |
| اسکیت U                  | اسب گردان   | -                             |
| -                        | بانجی       | -                             |
| -                        | کشتی کودک   | -                             |
| -                        | ماشین فضایی | -                             |
| -                        | یوفو        | -                             |
| جمع دستگاه‌های لوناپارک ۱ | ۲۳ دستگاه   | ۲۳ دستگاه                     |

## حوادث
در این پارک تاکنون حوادث مختلفی اتفاق افتاده‌است:
_در روز جمعه ۱۹ اردیبهشت سال ۱۳۹۳، سه دختر جوان از یک ترن هوایی به نام Crazy Mouse (موش دیوانه) که در شهربازی۳ ارم قرار داشت، سقوط کرده و به‌شدت مصدوم می‌شوند. علت این حادثه فرسودگی دستگاه‌های پارک عنوان شد. این دستگاه به‌مدت ۱‌سال‌و‌نیم بسته می‌ماند و سپس بازگشایی می‌شود.
_در تیر سال ۱۳۹۵، سرنشینان دستگاه «تاب پرنده» (واقع در شهربازی۳)به‌دلیل قطع برق چند دقیقه در آسمان معلق ماندند. فیلم این اتفاق در شبکه‌های اجتماعی موجود است.
_در شهریور سال ۱۴۰۰، اتفاقی مشابه تیر ۹۵ افتاد. چرخ‌و‌فلک مرتفع شهربازی ۲ ارم هنگام خدمت‌رسانی به مردم به‌علت قطع‌شدن برق برای دقایقی خاموش شد و سرنشینان این دستگاه بین زمین و آسمان گیر افتادند. این چرخ‌و‌فلک یکی از جدیدترین دستگاه‌های شهربازی است.
_در نوروز سال ۱۴۰۱، به‌علت طوفان و باد بسیار شدید در تهران، برخی از مغازه‌های پارک آسیب دید و چرخ‌و‌فلک این پارک سریع‌تر از حد‌ معمول چرخید و باعث وحشت سرنشینان شد؛ ولی هیچ‌کدام از سرنشینان آسیبی ندیدند.
_در روز جمعه ۱۵ مهر سال ۱۴۰۱ ساختمان متروکه کاباره جزیره در دریاچه ارم دچار آتش‌سوزی شد اما کسی آسیب ندید.

## راه‌های دسترسی
آدرس‌های ورودی پارک ارم:
1. کیلومتر ۴ آزادراه تهران-کرج از سمت تهران بعد از پل ستاری خط کندرو جنب رمپ خروجی بزرگراه شهید باکری
2. از سمت کرج :آزادراه کرج-تهران خروجی بزرگ‌راه شهید باکری شمال سپس خروجی اتوبان باکری به بزرگراه حکیم غرب و ورود به بزرگ‌راه باکری جنوب
3. -انتهای بزرگ‌راه شهید باکری